# Mick Grant
Michael Grant, detto Mick (Middlestown, 10 luglio 1944), è un pilota motociclistico britannico ritiratosi dall'attività sportiva nel 1984.

## Carriera
Nel corso della sua carriera nel motomondiale è stato presente nelle classifiche dal motomondiale 1970 al motomondiale 1984 e ha ottenuto 3 vittorie nei singoli gran premi e 9 piazzamenti sul podio.
Nei primi anni la sua presenza è stata quasi sempre limitata a quella nel Tourist Trophy per diventare una presenza più costante anche sugli altri circuiti dal 1973 al 1979. Ha utilizzato motociclette di case diverse, in particolare Yamaha e Kawasaki; per quest'ultima è stato uno dei primi piloti a portare in gara la Kawasaki KR 250-350 ed è con moto Kawasaki che ha ottenuto i suoi 3 successi, il primo in classe 500 in occasione del Tourist Trophy 1975, gli altri due in classe 250 nel motomondiale 1977 dove ha ottenuto anche il suo miglior piazzamento nella classifica finale.
Nel motomondiale 1979 è stato tra i piloti designati a portare in gara la rivoluzionaria Honda NS a pistoli ovali che non ha però raccolto risultati degni di rilievo.
Nella sua carriera sono da segnalare anche le 5 vittorie alla North West 200 e la vittoria al Gran Premio di Macao del 1977 e del 1984.

## Risultati nel motomondiale

### Classe 250
| 1973 | Classe | Moto   |  |  |    |    |   |   |   |   |   |   |     |   |  |  | Punti | Pos. |
| ---- | ------ | ------ |  |  | -- | -- | - | - | - | - | - | - | --- | - |  |  | ----- | ---- |
| 1973 | 250    | Yamaha |  |  | 10 | AN | - | - | 4 | - | - | - | Rit | - |  |  | 9     | 22º  |

| 1974 | Classe | Moto   |    |  |    |  |   |    |  |   |    |  |  |  |  |  | Punti | Pos. |
| ---- | ------ | ------ | -- |  | -- |  | - | -- |  | - | -- |  |  |  |  |  | ----- | ---- |
| 1974 | 250    | Yamaha | NE |  | NE |  | 2 | 10 |  | 6 | 12 |  |  |  |  |  | 18    | 10º  |

| 1977 | Classe | Moto     |   |    |   |   |   |     |  |   |    |   |   |     |     |  | Punti | Pos. |
| ---- | ------ | -------- | - | -- | - | - | - | --- |  | - | -- | - | - | --- | --- |  | ----- | ---- |
| 1977 | 250    | Kawasaki | - | NE | - | - | - | Rit |  | 1 | 14 | 1 | 2 | Rit | Rit |  | 42    | 8º   |

| 1978 | Classe | Moto     |     |   |    |     |  |     |     |     |   |   |   |  |  |  | Punti | Pos. |
| ---- | ------ | -------- | --- | - | -- | --- |  | --- | --- | --- | - | - | - |  |  |  | ----- | ---- |
| 1978 | 250    | Kawasaki | Rit | 6 | NE | Rit |  | Rit | Rit | Rit | 7 | 4 | - |  |  |  | 17    | 14º  |

| 1981 | Classe | Moto            |  |    |  |  |  |  |    |  |     |    |     |  |  |  | Punti | Pos. |
| ---- | ------ | --------------- |  | -- |  |  |  |  | -- |  | --- | -- | --- |  |  |  | ----- | ---- |
| 1981 | 250    | Armstrong-Rotax |  | NE |  |  |  |  | NE |  | Rit | 13 | Rit |  |  |  | 0     |      |

| Legenda | 1º posto        | 2º posto            | 3º posto            | A punti      | Senza punti        | Grassetto – Pole position Corsivo – Giro più veloce |
| Legenda | Gara non valida | Non qual./Non part. | Ritirato/Non class. | Squalificato | '-' Dato non disp. | Grassetto – Pole position Corsivo – Giro più veloce |

### Classe 350
| 1970 | Classe | Moto   |  |    |  |    |  |    |  |  |  |  |  |  |  |  | Punti | Pos. |
| ---- | ------ | ------ |  | -- |  | -- |  | -- |  |  |  |  |  |  |  |  | ----- | ---- |
| 1970 | 350    | Yamaha |  | NE |  | 18 |  | NE |  |  |  |  |  |  |  |  | 0     |      |

| 1971 | Classe | Moto   |   |   |   |   |    |   |   |   |   |   |   |   |  |  | Punti | Pos. |
| ---- | ------ | ------ | - | - | - | - | -- | - | - | - | - | - | - | - |  |  | ----- | ---- |
| 1971 | 350    | Yamaha | - | - | 7 | - | NE | - | - | - | - | - | - | - |  |  | 4     | 36º  |

| 1972 | Classe | Moto   |   |   |   |   |   |   |   |    |   |   |   |   |   |  | Punti | Pos. |
| ---- | ------ | ------ | - | - | - | - | - | - | - | -- | - | - | - | - | - |  | ----- | ---- |
| 1972 | 350    | Yamaha | - | - | - | - | 3 | - | - | NE | - | - | - | - | - |  | 10    | 18º  |

| 1973 | Classe | Moto   |   |   |     |   |     |   |   |    |   |   |   |   |  |  | Punti | Pos. |
| ---- | ------ | ------ | - | - | --- | - | --- | - | - | -- | - | - | - | - |  |  | ----- | ---- |
| 1973 | 350    | Yamaha | - | - | Rit | 9 | Rit | - | 9 | NE | - | 6 | - | - |  |  | 9     | 22º  |

| 1974 | Classe | Moto   |   |   |    |   |   |     |    |   |     |    |  |  |  |  | Punti | Pos. |
| ---- | ------ | ------ | - | - | -- | - | - | --- | -- | - | --- | -- |  |  |  |  | ----- | ---- |
| 1974 | 350    | Yamaha | - | - | 20 | - | 2 | Rit | NE | 5 | Rit | NE |  |  |  |  | 18    | 11º  |

| 1978 | Classe | Moto     |     |    |     |    |  |   |    |   |     |   |   |  |  |  | Punti | Pos. |
| ---- | ------ | -------- | --- | -- | --- | -- |  | - | -- | - | --- | - | - |  |  |  | ----- | ---- |
| 1978 | 350    | Kawasaki | Rit | NE | Rit | 11 |  | 7 | NE | 9 | Rit | 3 | - |  |  |  | 16    | 14º  |

| 1981 | Classe | Moto   |  |  |  |  |    |    |  |     |    |    |     |    |    |  | Punti | Pos. |
| ---- | ------ | ------ |  |  |  |  | -- | -- |  | --- | -- | -- | --- | -- | -- |  | ----- | ---- |
| 1981 | 350    | Yamaha |  |  |  |  | NE | NE |  | Rit | NE | NE | Rit | NE | NE |  | 0     |      |

| Legenda | 1º posto        | 2º posto            | 3º posto            | A punti      | Senza punti        | Grassetto – Pole position Corsivo – Giro più veloce |
| Legenda | Gara non valida | Non qual./Non part. | Ritirato/Non class. | Squalificato | '-' Dato non disp. | Grassetto – Pole position Corsivo – Giro più veloce |

### Classe 500
| 1970 | Classe | Moto      |  |  |  |     |  |  |  |    |  |  |  |  |  |  | Punti | Pos. |
| ---- | ------ | --------- |  |  |  | --- |  |  |  | -- |  |  |  |  |  |  | ----- | ---- |
| 1970 | 500    | Velocette |  |  |  | Rit |  |  |  | NE |  |  |  |  |  |  | 0     |      |

| 1972 | Classe | Moto     |  |  |  |  |   |  |  |  |  |  |  |  |  |  | Punti | Pos. |
| ---- | ------ | -------- |  |  |  |  | - |  |  |  |  |  |  |  |  |  | ----- | ---- |
| 1972 | 500    | Kawasaki |  |  |  |  | 3 |  |  |  |  |  |  |  |  |  | 10    | 17º  |

| 1973 | Classe | Moto            |  |  |  |    |     |  |  |  |  |     |  |  |  |  | Punti | Pos. |
| ---- | ------ | --------------- |  |  |  | -- | --- |  |  |  |  | --- |  |  |  |  | ----- | ---- |
| 1973 | 500    | Yamaha e Monark |  |  |  | AN | Rit |  |  |  |  | Rit |  |  |  |  | 0     |      |

| 1975 | Classe | Moto     |  |    |  |  |  |   |     |     |     |  |  |    |  |  | Punti | Pos. |
| ---- | ------ | -------- |  | -- |  |  |  | - | --- | --- | --- |  |  | -- |  |  | ----- | ---- |
| 1975 | 500    | Kawasaki |  | NE |  |  |  | 1 | Rit | Rit | Rit |  |  | NE |  |  | 15    | 14º  |

| 1979 | Classe | Moto           |     |    |     |     |    |  |  |  |  |  |     |    |    |  | Punti | Pos. |
| ---- | ------ | -------------- | --- | -- | --- | --- | -- |  |  |  |  |  | --- | -- | -- |  | ----- | ---- |
| 1979 | 500    | Suzuki e Honda | Rit | 10 | Rit | Rit | NP |  |  |  |  |  | Rit | NE | NQ |  | 1     | 35º  |

| 1980 | Classe | Moto   |  |  |  |    |    |  |     |  |    |  |  |  |  |  | Punti | Pos. |
| ---- | ------ | ------ |  |  |  | -- | -- |  | --- |  | -- |  |  |  |  |  | ----- | ---- |
| 1980 | 500    | Suzuki |  |  |  | NE | 16 |  | Rit |  | NE |  |  |  |  |  | 0     |      |

| 1981 | Classe | Moto   |    |  |  |  |  |    |  |  |  |  |  |  |  |    | Punti | Pos. |
| ---- | ------ | ------ | -- |  |  |  |  | -- |  |  |  |  |  |  |  | -- | ----- | ---- |
| 1981 | 500    | Suzuki | NE |  |  |  |  | NE |  |  |  |  |  |  |  | NE | 0     |      |

| 1984 | Classe | Moto   |  |  |  |  |  |  |  |  |  |    |  |  |  |  | Punti | Pos. |
| ---- | ------ | ------ |  |  |  |  |  |  |  |  |  | -- |  |  |  |  | ----- | ---- |
| 1984 | 500    | Suzuki |  |  |  |  |  |  |  |  |  | 17 |  |  |  |  | 0     |      |

| Legenda | 1º posto        | 2º posto            | 3º posto            | A punti      | Senza punti        | Grassetto – Pole position Corsivo – Giro più veloce |
| Legenda | Gara non valida | Non qual./Non part. | Ritirato/Non class. | Squalificato | '-' Dato non disp. | Grassetto – Pole position Corsivo – Giro più veloce |